# Llengua moabita
El moabita va ser un antic dialecte canaanita utilitzat pels moabites. Se situaven a l'oest de l'actual Jordània. S'escrivia mitjançant una variant de l'alfabet fenici.
La principal font de coneixement sobre el moabita prové de l'estela de Moab, que és l'únic text extens conegut en aquest idioma. A més, es va trobar una inscripció de tres línies a Al-Karak, així com uns quants segells.
Les principals característiques que distingeixen al moabita d'altres llengües cananaanites com l'hebreu són: marca del plural -în en lloc de -îm (p. ex. mlkn, «reis» per a l'hebreu bíblic məlākîm), com ocorren en arameu i àrab; retenció de la marca del femení -at que en hebreu bíblic es redueix a -āh (p. ex. qryt, «ciutat» per a l'hebreu bíblic qiryāh, que no obsant la reté en l'estat constructe nominal: p. ex. qiryát yisrael, «ciutat d'Israel»); i retenció d'una forma verbal amb -t- infija, també trobada en àrab i accadi (p. ex. w-’ltḥm, «vaig començar a lluitar», de l'arrel lḥm).
Segons Glottolog no era un idioma diferenciat de l'hebreu.